# Оштри Врх
Оштри Врх је насељено место у саставу општине Старо Петрово Село у Бродско-посавској жупанији, Република Хрватска.

## Историја
До територијалне реорганизације у Хрватској налазио се у саставу старе општине Нова Градишка.

## Становништво
На попису становништва 2011. године, Оштри Врх је имао 162 становника.

## Попис1991.
На попису становништва 1991. године, насељено место Оштри Врх је имало 226 становника, следећег националног састава:
| Попис 1991.‍  | Попис 1991.‍  | Попис 1991.‍ | Попис 1991.‍ | Попис 1991.‍ |
| ------------ | ------------ | ----------- | ----------- | ----------- |
|              |              |             |             |             |
| Хрвати       | Хрвати       |             | 217         | 96,01%      |
| Срби         | Срби         |             | 4           | 1,76%       |
| Пољаци       | Пољаци       |             | 3           | 1,32%       |
| Мађари       | Мађари       |             | 1           | 0,44%       |
| неопредељени | неопредељени |             | 1           | 0,44%       |
| укупно: 226  |              |             |             |             |